# Mancuerda
La mancuerda è stato un metodo di tortura, che consisteva nel legare il condannato per le braccia con una corda stretta, che veniva tirata o da un carnefice buttando il proprio peso all'indietro o tramite l'azione di una leva.
La corda, per la pressione esercitata e lo sfregamento, tagliava sia la pelle che le carni, arrivando fino alle ossa. Il dolore era amplificato dal fatto che il corpo del prigioniero era disteso su una ruota, una sorta di cremagliera, a cui era attaccato per la cintura.
La procedura veniva ripetuta dalle sei alle otto volte, su diverse parti delle braccia. Le persone sottoposte a tali torture in genere svenivano per il dolore.
Giovanni II Bentivoglio, tiranno di Bologna, si dice che avesse sottoposto Luca Gaurico a questo metodo di tortura per non aver apprezzato una previsione fattagli dal celebre astrologo.